# Oront
Oront (ar. العاصي; tur. Asi), od starogrčkog Ὀρόντης, Oróntēs, je rijeka u zapadnoj Aziji, duga 571 km, koja izvire u Libanonu, teče prema sjeveru kroz Siriju, te utječe u Sredozemno more u blizini Samandağa u Turskoj.
Kao glavna rijeka drevnog Levanta, Oront je bila poprištem nekoliko velikih bitaka. Među najvažnijim gradovima koji se danas nalaze na rijeci su Homs, Hama, Jisr al-Shughur i Antakya (drevna Antiohija, koji je bio poznat i kao "Antiohija na Orontu").

## Tok rijeke
Oront izvire u vrelima kod Labweha u Libanonu, na istočnoj strani doline Bekaa (u guvernoratu Bekaa) između gorja Libanon na zapadu i Anti-Libanon na istoku, u blizini izvora rijeke Litani (koja teče prema jugu) i teče prema sjeveru, gubeći 600 metara nadmorske visine kroz klisuru, te nakon toga napušta dolinu Bekaa.
Ostala glavna vrela su Ain ez Zarqa., Al Ghab, Al Rouj i Al-Azraq.
Napuštajući ovu klisuru, širi se u jezero Homs u Siriji (umjetno jezero nastalo branom iz rimskog doba, poznato i kao jezero Qattinah) i kroz grad Homs, te pored arheološkog lokaliteta Larisa (Shaizar). Ovdje rijeka ulazi u dolinu Ghab. Dalje nizvodno, na istočnom rubu doline Ghab, nalazi se drevni grad Apamea. Na zapadu je obalni planinski lanac. Ovaj dio završava na stjenovitoj pregradi Jisr al-Hadid, gdje rijeka skreće na zapad u ravnicu Antiohije (dolina Amika) u Turskoj.
Dvije glavne pritoke utječu u Oront kroz nekadašnje jezero Amik umjetnim kanalom (Nahr al-Kowsit). To su rijeka Afrin, koja teče u smjeru juga, sa zapada, te Karasu s istoka. Prolazeći sjeverno od Antakye (drevna Antiohija), Oront skreće jugozapadno u klisuru i pada 50 metara u 16 kilometara do mora, u koje se ulijeva južno od Samandağa.